# Якунькин, Леонид Петрович
Леонид Петрович Якунькин (23 ноября 1929, Рязанская область — 10 мая 2019, Орловское (Саратовская область), Саратовская область) — советский комбайнёр, Герой Социалистического труда.
Окончил в городе Марксе школу механизации (нынешний Марксовский агротехнический колледж).
В послевоенные годы переехал в село Орловское Марксовского района, где остался на всю жизнь. В советские годы работал комбайнёром в колхозе «Путь Ленина».
В апреле 1971 года за трудовую доблесть удостоен звания Героя Социалистического Труда с вручением золотой медали «Серп и молот» и ордена Ленина. Ранее награждался орденом Ленина, а первую трудовую награду — медаль за высокие показатели в жатве — получил в 18-летнем возрасте.
Среди других наград — орден Октябрьской Революции (1975), звание «Почётный колхозник» (1985) и «Почётный гражданин Марксовского района» (1985), медаль «За трудовую доблесть», медаль ВДНХ.
В 2010 году в городе Марксе на Аллее героев установлен бюст Якунькина.